# 리베라 챗

로고

리베라 챗(Libera Chat 또는 Libera.Chat)은 자유-오픈 소스 소프트웨어 프로젝트를 위한 IRC 네트워크이다. 프라이빗 인터넷 액세스의 창립자인 앤드루 리가 프리노드를 인수한 후, 전 프리노드 직원들이 2021년 5월 19일에 설립했다.

## 역사

### 프리노드
2017년, 당시 프리노드의 직원이었던 크리스텔 달샤르는 프리노드 리미티드라는 새로운 회사를 설립하고 소유권을 기술 기업가인 앤드루 리에게 매각했다. 2021년 2월, 달샤르는 리가 공동 창업한 회사인 셸스의 로고를 프리노드 웹사이트에 추가했는데, 이에 대한 직원들의 비판이 쏟아지자 달샤르는 프리노드의 리더십에서 사임했으며 프리노드 직원은 톰 웨슬리를 새로운 직원 책임자로 선출했다. 리는 리더십 변화를 설명하는 블로그 게시물을 삭제하고 5월 11일 프리노드 인프라를 감독할 새로운 사람을 임명한 것으로 알려졌다. 이에 프리노드 직원들은 한꺼번에 사임했고, 일부는 무슨 일이 일어났는지에 대한 자신들의 견해를 설명하고 리가 웨슬리에게 법적 압력을 가하고 있다고 주장하는 성명을 발표했다.
리는 이러한 주장을 부인하며 자신이 프리노드에 수백만 달러를 투자했으며 프리노드 리미티드의 소유자로서 프리노드 서버를 사용할 자격이 있다고 말했다. 또한 웨슬리가 달샤르를 괴롭히고 "적대적 인수"를 시도했다고 비난했다.

### 리베라 챗
프리노드에서 사임한 후 전 직원들은 2021년 5월 19일에 프리노드의 후계자로 리베라 챗을 만들었으며, 이 네트워크는 "자유-오픈 소스 소프트웨어 프로젝트와 유사한 정신의 협업 노력"에 중점을 둘 계획이라고 밝혔다. 비트코인, FrOSCon, 페도라, 우분투, 젠투, FreeBSD, 자유 소프트웨어 재단 및 위키미디어와 같은 많은 주요 프로젝트는 이후 채널을 프리노드에서 리베라 챗 및 기타 IRC 네트워크로 옮겼다.